# Barbara Richartz
Barbara M. Richartz (* 20. Mai 1962 in Düsseldorf) ist eine deutsche Kardiologin. 

## Werdegang
Nach dem Abitur 1981 am Heinrich-Heine Gymnasium Mettmann folgte 1981 ein Studium der Humanmedizin an der Heinrich-Heine-Universität Düsseldorf und an der Rheinischen Friedrich-Wilhelm-Universität zu Bonn, was sie mit dem III. Staatsexamen und Approbation als Ärztin
1987 abschloss. Richartz war Postdoctoral Fellow am Departement of Internal Medicine, Division Cardiology bei H. Taegtmeyer an der University of Houston, Texas und dem Texas Heart Institute bei O.H. Frazier von 1995 bis 1997 und von Oktober 2003 bis September 2005 Leitende Oberärztin der Medizinischen Klinik I, Kardiologie (R. Haberl), am Klinikum München-West, akademisches Lehrkrankenhaus der Ludwig-Maximilians-Universität München.
Ihre Promotion erlangte Richartz 1990 an der Friedrich-Wilhelm Universität zu Bonn mit dem Thema Pharmakokinetische Untersuchungen mittels HPLC am Beispiel der regionalen Extremitätenperfusion. Im Jahr 2005 habilitierte sich Richartz dann für Innere Medizin an der Friedrich-Schiller-Universität Jena mit dem Habilitationsthema Experimentelle und klinische Untersuchungen der Endothelfunktion bei der dilatativen Kardiomyopathie. Im selben Jahr wurde ihr die Facultas Docendi (Lehrbefähigung) für Innere Medizin durch die Friedrich-Schiller-Universität Jena verliehen. Zwei Jahre später erhielt sie die Venia legendi (Lehrbefugnis) und wurde zur Privatdozentin für Innere Medizin durch die Friedrich-Schiller-Universität Jena ernannt. Richartz ist an der Universität Jena nicht mehr tätig.
Richartz habilitierte sich 2011 an die Ludwig-Maximilians-Universität München mit fortführender Erteilung der Lehrbefähigung und der Lehrbefugnis um, ist dort allerdings als Lehrende nicht fassbar. Ihre letzte in Pubmed gelistete Publikation stammt aus dem Jahre 2014. Seit 2016 hat sie einen Lehrauftrag für „Medizinethik und Grenzfragen von Medizin, Philosophie und Theologie“ an der Hochschule für Philosophie München inne. An dieser Hochschule liegen keine Publikationen vor.
Richartz ist seit 1993 mit Kay-Oliver Kliche verheiratet. Das Paar hat zwei Kinder.

## Veröffentlichungen (Auswahl)
- Pharmakokinetik von Mitoxantron nach intraarterieller Applikation. Untersuchungen am Beispiel der regionalen Extremitätenperfusion beim malignen Melanom. Dissertationsschrift. Medizinische Fakultät der Rheinischen Friedrich-Wilhelms-Universität, Bonn 1989.
- Idiopathische dilatative Kardiomyopathie: experimentelle und klinische Untersuchung zur endothelialen Vasomotilität. Habilitationsschrift. Friedrich-Schiller-Universität, Jena 2005.
- B. M. Richartz, S. Silber: SPIRIT FIRST: 2-year-results - A durable polymer everolimus-eluting Stent in de novo coronary Narrowings. In: Herz. 31, 4, 2006, S. 359.
- S. Silber, B. M. Richartz, B. Bischoff, L. Pieper, J. Klotsche, H. U. Wittchen: Erhöhter Bauchumfang als kardiovaskulärer Risikofaktor in Deutschland: Ergebnisse an über 55000 Patienten. 72. Jahrestagung der Deutschen Gesellschaft für Kardiologie, Mannheim 2006. In: Clin Res Cardiol. S95, 2006.
- S. Silber, B. M. Richartz, B. Bischoff, L. Pieper, J. Klotsche, H. U. Wittchen: Inadäquate medikamentöse Therapie der KHK in Deutschland: Ergebnisse der DETECT-Studie im Vergleich zu EUROASPIRE I und II. 72. Jahrestagung der Deutschen Gesellschaft für Kardiologie, Mannheim 2006. In: Clin Res Cardiol. S95, 2006.